# La lezione della storia (film)
La lezione della storia (Урок истории) è un film del 1956 diretto da Leo Arnštam.